# Presidenza di Francisco Madero
La presidenza di Francisco Madero fu la 33° della storia del Messico. Madero rimase in carica dal 6 novembre 1911 fino al 18 febbraio 1913, per una durata complessiva di 1 anno, 3 mesi e 13 giorni.
Viene considerato il primo governo della rivoluzione messicana. Madero fu  poi deposto da un colpo di Stato organizzato da Victoriano Huerta il 19 febbraio 1913.

## Entrata in carica
Dopo le dimissioni di Porfirio Díaz il 25 maggio 1911 fu organizzato un governo di transizione, guidato da Francisco León de la Barra, che avrebbe dovuto organizzare nuove elezioni presidenziali. Madero era già stato candidato alle elezioni del 1910, dove la sua sconfitta era stata dovuta ai brogli elettorali ed alla repressione esercitata dal governo Díaz. La sua ricandidatura, supportata sia dai ceti popolari che dalle classi abbienti, era ampiamente scontata.
Le elezioni del 1911, tenutesi dal 5 al 15 ottobre, riportarono la vittoria incontrastata di Madero (19,997 voti, pari al 99,3% dei votanti). 

## Cronologia

### Programma governativo
Poiché le dimissioni del Presidente Díaz erano state concordate tra questi e Madero (in rappresentanza degli insorti) con un trattato a Ciudad Juárez il 21 maggio 1911, Madero non aveva incluso nelle trattative e nel suo programma alcun impegno per attuare riforme sociali. Venne invece garantita un'amnistia per i rivoluzionari quanto per i sostenitori di Díaz, e fu mantenuto intatto l'establishment istituzionale, militare e giudiziario creato durante il "Porfiriato". Inoltre, Madero non si impegnò per una decisa riforma agraria come sperato, ma sostenne invece l'idea che le dispute sui terreni andassero risolte attraverso i tribunali, controllati da anziani conservatori legati ai latifondisti, cosa che portò a diverse sedizioni e casi di violenza sporadici nelle zone rurali.
Tra le prime azioni di Madero ci fu la revoca della censura imposta dal regime di Díaz. Tuttavia, questa decisione si rivelò controproducente: i giornali, che erano stati costretti a tacere durante il Porfiriato, si scagliarono contro Madero e ne criticarono sia la politica di conciliazione nazionale che la debolezza percepita nella leadership. Gustavo Madero, fratello di Francisco, ed altri consiglieri cercarono di convincere inutilmente il presidente a ripristinare la censura, esternando che i giornali "mordevano la mano di chi gli aveva tolto la museruola".
Dal punto di vista socio-economico, Madero concretizzò incoraggiò diverse iniziative di stampo progressista, opponendosi alla tauromachia (la Corrida originaria della Spagna), sostenendo il proibizionismo ed il femminismo della Sociedad Mexicana de la Temperancia, creando il Dipartimento del Lavoro (divenuto un ministero nel 1941), stabilendo il sindacato statale Casa del Obrero Mundial, stimolando l'economia agricola creando istituti di credito cooperativo, espandendo le ferrovie, introducendo nuove tassazioni per le compagnie petrolifere straniere e permettendo pasti scolastici gratuiti per i meno abbienti.

### Insurrezioni anti-governative
Nonostante l'indiscussa integrità personale di Madero, alcuni rivoluzionari non era soddisfatti per come il presidente stava affrontando la questione della riforma agraria. Allo stesso tempo molti sostenitori di Díaz, che pure avevano conservato le loro posizioni sotto Madero, vedevano la debolezza del presidente come controproducente o addirittura allettante per le loro ambizioni personali.
Il primo a ribellarsi fu Emiliano Zapata, il rivoluzionario più radicale, che il 25 novembre 1911, a soli 21 giorni dall'inaugurazione di Madero, aveva proclamato il Piano di Ayala, imbracciando le armi contro il governo legittimo attraverso il suo Esercito di Liberazione del Sud, mobilitando anche il suo vasto supporto nelle campagne in favore di una grande riforma agraria d'ispirazione socialista.
Nel dicembre del medesimo anno, Bernardo Reyes, governatore porfirista del Nuevo León prima di essere ostracizzato dallo stesso Díaz, organizzò anch'egli una rivolta nel suo stato. Tuttavia questa fu stroncata in 11 giorni, e Reyes fu imprigionato. 
Nel marzo 1912 fu la volta del generale Pascual Orozco, ex-sostenitore di Madero disilluso dall'inerzia del presidente e del suo inadempimento alla promessa di nominarlo ministro nel suo gabinetto. La rivolta di Orozco nel Chihuahua era stata sostenuta dai latifondisti e dagli ex-sostenitori di Díaz, nonostante Orozco fosse favorevole alla riforma agraria. Madero incaricò quindi il generale Victoriano Huerta di reprimere la rivolta, stroncata nel settembre dello stesso anno.
Nel frattempo, ad ottobre era insorto anche Félix Díaz, nipote del deposto presidente, che da Veracruz aveva lanciato un vero e proprio colpo di Stato militare contro Madero. Il tentativo reazionario di Díaz fu rapidamente stroncato, e nonostante la volontà di Madero di condannarlo a morte per alto tradimento, la Corte suprema a trazione conservatrice commutò la pena in ergastolo.

### La rottura con Huerta
Le relazioni tra Madero e Huerta, benché inizialmente proficue, si erano incrinate in seguito all'accondiscendenza del presidente verso Pancho Villa. Villa era infatti rimasto l'unico dei grandi generali rivoluzionari a sostenere Madero, a cui era stata anche affidato il disarmo degli attivisti del Partito Liberale Messicano nel 1911. Nonostante Villa si fosse fatto critico verso la debolezza e le decisioni di Madero, rimase comunque schierato con il suo governo durante le sollevazioni dei vari gerarchi, venendo posto sotto il comando del generale Huerta. I due militari avevano poca simpatia l'uno per l'altro, e Huerta cercava sempre modi per sbarazzarsi dell'ingombrante rivoluzionario, finendo per accusarlo di furto e condannarlo a morte. Villa tuttavia riuscì a fare appello ai generali Emilio e Raúl Madero, fratelli del presidente, che ritardarono l'esecuzione fino a quando Madero stesso commutò la pena in semplice reclusione. La fuga di Villa il giorno di Natale del 1912 portò alla rottura tra Madero e Huerta, che incominciò a tramare per deporre Madero.

### I dieci giorni tragici
Il 9 febbraio 1913, il generale Díaz fu fatto evadere di prigione dai soldati di Manuel Mondragón, senza colpo ferire salvo il comandante della prigione. Nella stessa note, Bernardo Reyes fu liberato dai medesimi soldati. Il mattino seguente, Reyes guidò un esercito in una parata verso il Palazzo Nazionale con lo scopo di deporre Madero. A causa della sua platealità, il tentato golpe fu prontamente sventato dalle guardie di palazzo, che uccisero Reyes mentre marciava a cavallo alla testa delle sue truppe. Tuttavia Díaz aveva con successo occupato la Ciudadela, l'arsenale di Città del Messico poco distante dal Palazzo Nazionale, garantendogli una posizione ben difesa e tutti i rifornimenti militari della capitale. La sera dello stesso giorno Madero aveva abbandonato la capitale per recarsi a Cuernavaca, dove il leale generale Felipe Ángeles stava respingendo l'avanzata zapatista. Poiché Ángeles non poteva spostare le sue truppe a Città del Messico senza lasciare agli zapatisti il controllo dello stato Morelos, Madero rientrò il 10 febbraio nella capitale con soli 1 000 uomini.
l'11 febbraio il generale Aureliano Blanquet aveva spostato altri 1 200 soldati verso la capitale, permettendo a Madero di bombardare la Ciudadela, subendo tuttavia i colpi sparati dall'arsenale, che avevano danneggiato buona parte del centro cittadino. Nel frattempo, l'ambasciatore americano Henry Lane Wilson, che vedeva Madero come un simpatizzante socialista e lo considerava malato di mente ("lunatic"), aveva tenuto contatti con Huerta, Díaz e Reyes sin da prima del colpo di Stato, e senza informare il Presidente americano William Howard Taft aveva segretamente appoggiato e assistito Díaz (e in seguito fu rivelato anche il coinvolgimento di Huerta) nel golpe. Lane Wilson aveva anche telegrafato il presidente Taft, dichiarando falsamente che il governo Madero era caduto e occorreva riconoscere rapidamente il nuovo governo golpista, accordandosi anche con gli ambasciatori inglesi, tedeschi e spagnoli per riportare la medesima notizia ai loro governi. Il piano fu tuttavia smontato dall'opposizione degli ambasciatori continentali, da quello austriaco e quello giapponese, che invece riconoscevano Madero come legittimato all'uso della forza ed ancora in carica.
Il 13 febbraio la situazione di stallo nella capitale era invariata, e Lane Wilson era riuscito a convincere l'opinione pubblica messicana e straniera che Madero era il solo responsabile della crisi. Il 15 febbraio l'ambasciatore spagnolo Bernardo Cólogan visitò il Palazzo Nazionale, e comunicò a Madero che le diplomazie internazionali chiedevano le sue dimissioni. Madero tuttavia rifiutò l'invito dell'ambasciatore, asserendo che un agente diplomatico non poteva interferire degli affari interni di uno Stato, e che oltretutto se si fosse dimesso, sarebbe verosimilmente stato imprigionato o giustiziato. Il 16 febbraio il generale Blanquet (segretamente alleato di Huerta) entrò nella capitale e fu siglato un armistizio tra Madero e Díaz, mentre Huerta stava avendo colloqui con Lane Wilson per deporre Madero, a patto di un pronto riconoscimento da parte del governo americano. L'ambasciatore americano passò quindi l'informazione al Segretario di Stato Philander Chase Knox, che tuttavia pose come condizione l'incolumità di Madero, passibile di processo solo davanti ad un tribunale civile. 
Madero, nonostante i ripetuti avvertimenti di consiglieri e informatori sulla slealtà di Huerta, aveva continuato a fidarsi del suo comandante dell'esercito. Tuttavia il 17 febbraio si era diffusa la voce che Huerta fosse il "candidato presidenziale" dei golpisti, e che in effetti aveva fatto poco o niente per prevenire il golpe, accampando scuse poco credibili come l'assenza di munizioni. Due consiglieri di Madero, il suo fratello Gustavo e Jesús Urueta, avevano quindi intercettato Huerta e sotto la minaccia armata scortato fino al Palazzo Nazionale. Huerta sorprendentemente confermò di aver avuto proposte dagli insorti, ma di averle declinate, e promise al presidente Madero che in 24 ore avrebbe stroncato il golpe come prova della sua lealtà. Durante il colloquio con Madero, secondo quanto riferito dai testimoni, Huerta avrebbe rassicurato il presidente, con parole che invece si rivelarono profetiche della sua rovina:
(Huerta a Madero, 17 febbraio 1913)
Al fine di rappacificare il fratello Gustavo con Huerta, Madero combinò un incontro pacificatore tra i due il giorno seguente.
Il 18 febbraio, mentre pranzava con Huerta, Gustavo Madero fu arrestato e preso in ostaggio, consentendo al generale Díaz di lasciare la Ciudadela. Contemporaneamente Madero, assieme ai ministri, consiglieri ed allo stato maggiore, stava presiedendo una riunione, quando il generale Blanquet si alzò dichiarando l'arresto di Madero, facendo irrompere nella sala i suoi sottoposti. Dopo un breve scontro a fuoco in cui morirono sia i soldati della Guardia presidenziale che quelli di Blanquet, Madero e il vicepresidente José María Suárez furono infine catturati e imprigionati da Blanquet, mentre altri ministri e consiglieri fuggirono o avallarono l'azione di Blanquet.
Alle 13:30 del pomeriggio, il generale Ángeles, ultimo lealista ancora libero, fu convocato da Huerta con il pretesto di conferirgli la presidenza del Heroico Colegio Militar, facendolo invece arrestare e consentendogli di scegliere tra obbedienza o esilio verso Cuba. Nonostante la sua scelta per l'esilio, Huerta lo imprigionò comunque dietro pressione di Blanquet.
Informato del successo del golpe, l'ambasciatore Lane Wilson, che aveva comunicato al Segretario di Stato l'esito della deposizione di Madero un'ora prima che avvenissero, organizzò un incontro la sera stessa tra Huerta e Díaz per stabilire la successione. Nel frattempo la notizia della caduta di Madero era stata accolta con gioia dalla popolazione della capitale, stremata dai bombardamenti, che si era lanciata in piazza invocando il generale Díaz.
Alle 21:30 di sera, Huerta e Díaz raggiunsero l'ambasciata americana per discutere su chi dovesse subentrare a Madero. Mentre Huerta reclamava la desività della sua azione e la numerosità delle sue truppe, Díaz asseriva di essere stato il primo ad organizzare il golpe e di aver maggior consenso popolare di Huerta. Grazie alla mediazione di Lane Wilson, fu stabilito che Huerta entrasse in carica come "presidente provvisorio" fino alle elezioni di ottobre 1913, nelle quali avrebbe sostenuto la candidatura di Díaz (ipoteticamente favorito), che nel frattempo sarebbe stato nominato comandante in capo dell'esercito. Tale accordo venne in seguito definito "Patto dell'Ambasciata".
Il 19 febbraio, Madero ed il vicepresidente Suárez furono dichiarati formalmente decaduti dal Congresso dell'Unione, mentre Pedro Lascuráin, per la sua prossimità nella successione presidenziale, fu riconosciuto come presidente provvisorio.

## Gabinetto presidenziale
| Ministero                                  | Nome                        | Partito | Partito  | Periodo   |
| ------------------------------------------ | --------------------------- | ------- | -------- | --------- |
| Presidente del Messico                     | Francisco Madero            |         | PCP      | 1911–1913 |
|                                            |                             |         |          |           |
| Vicepresidente del Messico                 | José María Suárez           |         | PCP      | 1911–1913 |
| Segretario degli Affari Esteri             | Manuel Calero y Sierra      |         | PCP      | 1911–1912 |
| Segretario degli Affari Esteri             | Pedro Lascuráin             |         | PCP      | 1912–1913 |
| Segretario degli Interni                   | Abraham González Casavantes |         | PCP      | 1911–1912 |
| Segretario degli Interni                   | Jesús Flores Magón          |         | PLM      | 1912      |
| Segretario degli Interni                   | Rafael L. Hernández         |         | PCP      | 1912–1913 |
| Segretario della Guerra e della Marina     | José González Salas         |         | Militare | 1911–1912 |
| Segretario della Guerra e della Marina     | Ángel García Peña           |         | Militare | 1912–1913 |
| Segretario dell'Economia                   | Rafael L. Hernández         |         | PCP      | 1911–1912 |
| Segretario dell'Economia                   | Manuel Bonilla              |         | PCP      | 1912–1913 |
| Segretario della Pubblica Istruzione       | Miguel Díaz Lombardo        |         | PCP      | 1911–1912 |
| Segretario della Pubblica Istruzione       | José María Suárez           |         | PCP      | 1912–1913 |
| Segretario delle Comunicazioni e Trasporti | Manuel Bonilla              |         | PCP      | 1911–1912 |
| Segretario delle Comunicazioni e Trasporti | Jaime Gurza                 |         | PCP      | 1912–1913 |